# Jomo Kenyatta International Airport
Jomo Kenyatta International Airport (IATA-kode: NBO, ICAO-kode: HKJK) er en lufthavn der ligger i udkanten af Nairobi i Kenya.
Lufthavnen er en af Østafrikas største og har årligt cirka 4.400.000 rejsende.
| Luftfart | Spire Denne artikel om flyvning er en spire som bør udbygges. Du er velkommen til at hjælpe Wikipedia ved at udvide den. |

1°19′09″S 36°55′39″Ø / 1.31917°S 36.9275°Ø